# Обстрел Украины 29 июня 2025 года
Утром 29 июня 2025 года в ходе вторжения в Украину российские войска нанесли массированный удар, выпустив 477 беспилотников и около 60 ракет по Черкасской, Полтавской, Львовской, Николаевской, Запорожской и другим областям Украины.

## Применённые средства
Согласно данным Воздушных сил Украины, российские войска применили 477 беспилотников различных типов (в том числе более 250 типа «Shahed»), 4 ракеты «Кинжал», 7 баллистических ракет «Искандер-М», 41 крылатую ракету Х-101, 5 ракет «Калибр» запущенных из акватории Чёрного моря и 3 баллистические ракеты ЗРК С-300.

## Ход событий
Атака началась вечером 28 июня, когда на территорию Украины начали проникать российские беспилотники. После часа ночи воздушная тревога распространилась на западные области страны. Российские бомбардировщики Ту-95МС и истребители МиГ-31К производили взлёты с авиабаз Саваслейка и Оленья. Крылатые ракеты запускались несколькими волнами, направляясь с востока и юга на запад Украины. Ракетная атака продолжалась до 5 часов утра.

## Результаты противовоздушной обороны
По данным украинских Воздушных сил на 08:30 по киевскому времени, было обезврежено 475 средств воздушного нападения.

## Потери и разрушения

### Пилот F-16
Во время отражения атаки погиб пилот истребителя F-16 подполковник Максим Устименко. По данным Воздушных сил ВСУ, пилот сбил семь воздушных целей, после чего его самолёт получил повреждения и начал терять высоту. Устименко отвёл машину от населённого пункта, но не успел катапультироваться. Президент Украины присвоил Максиму Устименко звание Героя Украины с вручением ордена «Золотая Звезда».

### Черкасская область
В городе Смела зафиксировано падение трёх ракет и восьми беспилотных летательных аппаратов. Повреждены три девятиэтажных жилых дома, частные домовладения, четыре образовательных учреждения и психиатрическая больница. Разрушен учебный корпус Смелянского техникума пищевых технологий Национального университета пищевых технологий. По данным местных властей, пострадали одиннадцать человек, включая двух детей. Шесть человек обратились за медицинской помощью. Спасательные службы эвакуировали 70 человек, ликвидировали два пожара и извлекли одного человека из заблокированного лифта.

### Полтавская область
В городе Кременчуг Полтавской области подверглись атаке несколько объектов с применением ракет «Кинжал», баллистических ракет «Искандер-М». В Кременчугском районе была поражена промышленная инфраструктура, в результате падения обломков произошло возгорание на одном из предприятий.

### Львовская область
Удары наносились по критической инфраструктуре. По данным областных властей, жертв и пострадавших удалось избежать. В Дрогобычском районе было поражено промышленное предприятие, возник пожар. Часть Дрогобыча осталась без электроэнергии.

### Николаевская область
Около 01:28 Россия атаковала Николаев баллистическими ракетами, а с 02:56 — несколькими группами дронов. Под ударом оказался объект инфраструктуры, были повреждены складские здания. Пострадавших не было.

### Запорожская область
В Запорожье произошла ракетная атака, в результате которой было повреждено производственное помещение одного из предприятий.